# Грошев, Юрий Валерьевич
Ю́рий Вале́рьевич Гро́шев (укр. Юрій Валерійович Грошев; род. 16 мая 1976, Берди́чев, Житомирская область) — украинский футболист, тренер.

## Карьера
Родился в Бердичеве. Первый тренер — Владимир Кернозенко. Свою известность Грошев получил в чемпионате Молдавии, где он провел свою большую часть карьеры. В 2011 году защитник получил тренерскую лицензию и перешёл на пост играющего главного тренера команды «Сфынтул Георге», выступающей в молдавской Национальной Дивизии. 21 июня 2015 года возглавил другой молдавский клуб «Академия УТМ», но покинул его в октябре этого же года. В июле 2016 перешёл работать в «Нистру» из города Атаки, а уже 27 сентября стал главным тренером футбольного клуба «Динамо-Авто». 14 августа 2017 года Юрий Грошев покинул тренерский пост тираспольского клуба.

## Семья
Женат, двое детей — девочка и мальчик.

## Достижения
- Чемпион чемпионата Молдавии: 2010 /11
- Серебряный призёр чемпионата Молдавии (3): 2001/02, 2003/04, 2004/05
- Бронзовый призёр чемпионата Молдавии (3): 2002/03, 2007/08
- Обладатель Кубка Молдавии: 2005
- Финалист Кубка Молдавии (5): 2001, 2002, 2003, 2008, 2010